# 980
980 (CMLXXX) var ett skottår som började en torsdag i den julianska kalendern.

## Händelser

### Okänt datum
- Islänningar kommer till Grönland.
- Vietnam invaderas av Kina och dess regent, änkekejsarinnan Dương Vân Nga, låter i en kupp avsätta sin omyndige son kejsaren och uppsätta sin älskare på tronen.

## Födda
- Olof Skötkonung, kung av Sverige 995–1022.
- Otto III, tysk-romersk kejsare 996–1002.

## Avlidna
- Jaropolk I, prins av Kievriket
- Domnall ua Néill, storkonung av Irland sedan 956
- Gunhild Assursdotter, drottning av Norge 933–935, gift med Erik Blodyx (död omkring detta år)